# Hawija
Hawija è una citta del governatorato di Kirkuk, nel nord dell'Iraq.
Si trova a 60 Km a sud-est del capoluogo Kirkuk.